# IC 524
IC 524 ist eine linsenförmige Galaxie vom Hubble-Typ S0 im Sternbild Hydra südlich der Ekliptik. Sie ist schätzungsweise 192 Millionen Lichtjahre von der Milchstraße entfernt und hat einen Durchmesser von etwa 60.000 Lichtjahren.
Das Objekt wurde am 18. Februar 1893 vom französischen Astronomen Stéphane Javelle entdeckt.